# Museo Ameziane
El Museo Ameziane (en árabe: متحف أمزيان) es un museo privado inaugurado en Beni Enzar, Marruecos, en mayo de 2006. Está dedicado al Mariscal Mohammed ben Ameziane, antiguo jefe de Estado Mayor militar durante la tercera guerra del Rif a principios del siglo XX, siendo creado por su hija Leila Mezian Benjelloun.
El museo generó controversia en Marruecos al estar dedicado al Mariscal, quien muchos creen que ayudó al ejército español en la región del Rif del Marruecos español contra la guerrilla revolucionaria liderada por Abd el-Krim. En España, también hubo controversia debido a la presencia del embajador español en Marruecos y del comandante general de Melilla en el acto de apertura del museo.